# Seneca (Mondkrater)
Seneca ist ein Einschlagkrater am östlichen Rand der Mondvorderseite, erscheint daher von der Erde aus wenn überhaupt, dann stark verzerrt.
Er liegt nördlich des größeren Kraters Plutarch.
Der Krater ist sehr stark erodiert und mehrfach überlagert.
| Buchstabe | Position           | Durchmesser | Link |
| --------- | ------------------ | ----------- | ---- |
| A         | 26,26° N, 75° O    | 18 km       |      |
| B         | 27,16° N, 77,03° O | 27 km       |      |
| C         | 26,28° N, 74,41° O | 20 km       |      |
| D         | 26,67° N, 81,22° O | 19 km       |      |
| E         | 29,31° N, 79,67° O | 17 km       |      |
| F         | 29,61° N, 81,89° O | 16 km       |      |
| G         | 29,46° N, 83,19° O | 21 km       |      |

Der Krater wurde 1961 von der IAU nach dem römischen Rhetor und Schriftsteller Seneca offiziell benannt.